# Liste der Monuments historiques in Fontvannes
Die Liste der Monuments historiques in Fontvannes führt die Monuments historiques in der französischen Gemeinde Fontvannes auf.

## Liste der Objekte
| Bezeichnung                                                | Beschreibung                                                        | Standort                      | Kennzeichnung | Schutzstatus | Datum | Bild |
| ---------------------------------------------------------- | ------------------------------------------------------------------- | ----------------------------- | ------------- | ------------ | ----- | ---- |
| Skulptur Madonna mit Kind (1)                              | Kalkstein, farbig gefasst, 14. Jahrhundert                          | in der Kirche St-Alban (Lage) | PM10000825    | Classé       | 1908  |      |
| Gemälde Flucht nach Ägypten                                | Ölfarbe auf Leinwand, wohl vor 1661, Jacques de Létin zugeschrieben | in der Kirche St-Alban (Lage) | PM10000827    | Classé       | 1908  |      |
| Büste von Edme François Congniassé Desjardins de Fonvannes | Keramik, farbig gefasst, 1810                                       | in der Kirche St-Alban (Lage) | PM10000834    | Classé       | 1913  |      |
| Skulptur Heilige Margaretha                                | Kalkstein, farbig gefasst, Anfang des 16. Jahrhunderts              | in der Kirche St-Alban (Lage) | PM10000826    | Classé       | 1908  |      |
| Skulptur Madonna mit Kind (2)                              | Kalkstein, farbig gefasst, 16. Jahrhundert                          | in der Kirche St-Alban (Lage) | PM10000830    | Classé       | 1913  |      |
| Relief Grablegung                                          | Eichenholz, 16. Jahrhundert; im Kathedralschatz in Troyes deponiert | in der Kirche St-Alban (Lage) | PM10000831    | Classé       | 1913  |      |
| Hauptaltar                                                 | Schnitzretabel; Holz, farbig gefasst, 16. Jahrhundert               | in der Kirche St-Alban (Lage) | PM10000824    | Classé       | 1895  |      |
| Grabstein für Jean de Roffey und Gabrielle de Saquenay     | Kalkstein, bezeichnet 1602                                          | in der Kirche St-Alban (Lage) | PM10000832    | Classé       | 1913  |      |
| Gemälde Heiliger Bernhard                                  | Ölfarbe auf Leinwand, 17. Jahrhundert                               | in der Kirche St-Alban (Lage) | PM10000828    | Classé       | 1908  |      |
| Skulptur Madonna mit Kind (3)                              | Kalkstein, farbig gefasst, Anfang des 16. Jahrhunderts              | in der Kirche St-Alban (Lage) | PM10000829    | Classé       | 1913  |      |
| Zwei Skulpturen: Madonna und Johannes Evangelist           | aus einer Kreuzigungsgruppe; Holz, 17. oder 18. Jahrhundert         | in der Kirche St-Alban (Lage) | PM10000833    | Classé       | 1913  |      |
| Gemälde Fußwaschung                                        | Ölfarbe auf Holz, Anfang des 17. Jahrhunderts                       | in der Kirche St-Alban (Lage) | PM10000835    | Classé       | 1960  |      |